# Paris, je t'aime
Paris, je t'aime (bra: Paris, Te Amo; prt: Paris, Je T'Aime) é um filme coletivo coordenado por Emmanuel Benbihy, de 2006.
A produção teve 22 diretores, entre eles estão Gurinder Chadha, Sylvain Chomet, Joel e Ethan Coen, Gérard Depardieu, Wes Craven, Alfonso Cuarón, Nobuhiro Suwa, Alexander Payne, Tom Tykwer, Walter Salles, Yolande Moreau e Gus Van Sant.
No elenco a participação de atores reconhecidos como Natalie Portman, Elijah Wood, Nick Nolte, Juliette Binoche, Willem Dafoe, Bob Hoskins, Gena Rowlands, Ben Gazzara, Gérard Depardieu, Rufus Sewell, Emily Mortimer, Maggie Gyllenhaal, Steve Buscemi, Olga Kurylenko, Catalina Sandino Moreno, Gaspard Ulliel, entre outros.
Consiste de uma coletânea de 21 curtas sobre a cidade de Paris, com 5 minutos de duração cada um, e de autoria de diferentes diretores.